# Episodi di Resident Alien (seconda stagione)
La seconda stagione della serie televisiva Resident Alien, composta da 16 episodi divisi in due gruppi di 8, è stata trasmessa negli Stati Uniti dal 26 gennaio 2022 su Syfy.
In Italia, la serie è stata trasmessa in prima visione assoluta su Rai 4 dal 29 settembre al 17 novembre 2022.
| n° | Titolo originale:            | Titolo italiano                | Prima TV USA      | Prima TV Italia   |
| -- | ---------------------------- | ------------------------------ | ----------------- | ----------------- |
| 1  | Old Friends                  | Vecchi amici                   | 26 gennaio 2022   | 29 settembre 2022 |
| 2  | The Wire                     | The Wire                       | 2 febbraio 2022   | 29 settembre 2022 |
| 3  | Girls' Night                 | La notte delle ragazze         | 9 febbraio 2022   | 6 ottobre 2022    |
| 4  | Radio Harry                  | Radio Harry                    | 16 febbraio 2022  | 6 ottobre 2022    |
| 5  | Family Day                   | Il giorno della famiglia       | 23 febbraio 2022  | 13 ottobre 2022   |
| 6  | An Alien in New York         | Un alieno a New York           | 2 marzo 2022      | 13 ottobre 2022   |
| 7  | Escape From New York         | Fuga da New York               | 9 marzo 2022      | 20 ottobre 2022   |
| 8  | Alien Dinner Party           | Cena aliena                    | 16 marzo 2022     | 20 ottobre 2022   |
| 9  | Autopsy                      | Autopsia                       | 10 agosto 2022    | 27 ottobre 2022   |
| 10 | The Ghost of Bobby Smallwood | Il fantasma di Bobby Smallwood | 17 agosto 2022    | 27 ottobre 2022   |
| 11 | The Weight                   | Il peso                        | 24 agosto 2022    | 3 novembre 2022   |
| 12 | The Alien Within             | L'alieno dentro                | 31 agosto 2022    | 3 novembre 2022   |
| 13 | Harry, a Parent              | Harry, un genitore             | 7 settembre 2022  | 10 novembre 2022  |
| 14 | Cat and Mouse                | Gatto e topo                   | 14 settembre 2022 | 10 novembre 2022  |
| 15 | Best of Enemies              | Il meglio dei nemici           | 21 settembre 2022 | 17 novembre 2022  |
| 16 | I Believe in Aliens          | Credo negli alieni             | 28 settembre 2022 | 17 novembre 2022  |

## Vecchi amici
- Titolo originale: Old Friends
- Diretto da: Robert Duncan McNeill
- Scritto da: Chris Sheridan

### Trama
L'astronave su cui si trovano Harry e Max si schianta nel campo da baseball cittadino, ma fortunatamente è occultata. Harry si sveglia in un ospedale dopo essere stato trovato a camminare lungo la strada con una ferita alla testa e nudo; non riesce a ricordare nulla della sua vita recente, ma ricorda di essere un alieno inviato sulla Terra per sterminare l'umanità, facendo credere al personale dell'ospedale che sia pazzo. Max mostra ad Asta la nave invisibile e insieme alla sua compagna di scuola cerca di tenere lontane le persone dal campo. Asta ritrova Harry, che a causa dell'amnesia ora crede di essere Lennie Briscoe di Law & Order, serie di cui era appassionato, e lo riporta al ristorante di sushi nel tentativo di fargli tornare la memoria. 42, il polpo che abita nell'acquario del ristorante, comunica telepaticamente con Harry, che recupera la memoria e, incredibilmente, parla anche con Asta. Harry va al campo nel tentativo di far volare la sua nave, ma non ci riesce e fa in modo di distruggerla, sciogliendola e tenendo per sé un kit di sopravvivenza, per non farla scoprire: ora è bloccato sulla Terra. L'alieno torna a casa sua dove trova Max: Harry tratta male il bambino perché lo incolpa di non poter tornare a casa e Max gli rinfaccia che in fondo Harry gli vuole bene perché durante lo schianto lo ha protetto. Harry si arrabbia e caccia Max in malo modo perché sa che il bimbo ha ragione e anche perché è segretamente preoccupato del fatto che sta diventando sempre più umano. Quella sera stessa Max scopre che gli è cresciuta sul petto una miriade di peli, mentre Harry torna al ristorante e porta a casa con sé 42, che gli comunica che sta per arrivare un'altra astronave per sterminare gli umani.
- Ascolti USA: telespettatori 1 360 000 (Syfy)[1] - 540 000(USA Network)[1]
- Ascolti Italia: telespettatori 172 000 – share 0,8%[2]

## The Wire
- Titolo originale: The Wire
- Diretto da: Robert Duncan McNeill
- Scritto da: Sarah Beckett

### Trama
Mike e Liv tengono sotto sorveglianza la casa di Harry e concludono che la sua porta d'ingresso è stata sostituita dopo una lotta. Max ha preso un pezzo dal "kit di sopravvivenza" di Harry, che gli sta causando la crescita dei peli, compresa la barba. La città vicina, Jessup, pubblicizza il loro turismo come migliore di quello di Patience, in quanto non ci sono "piedi recisi" a Jessup. Consapevole che il suo pianeta sta per inviare altri della sua specie per sterminare gli umani, Harry inizia a sperimentare incubi e usa una delle sfere del kit di sopravvivenza per creare un bunker sotterraneo in cui rifugiarsi insieme ad Asta. Asta invita Harry alla partita di poker dello sceriffo perché faccia altre amicizie, sperando che Harry trovi più motivi oltre a lei per salvare l'umanità. Al gioco, Harry scopre che il vero Harry ha quasi venduto il suo chalet in riva al lago 6 anni prima, ma poi ha cambiato idea. Lo sceriffo e il vice continuano la loro sorveglianza di Harry, vedendolo rimuovere grandi quantità di terra dalla sua casa. Attraverso le loro indagini trovano l'agente immobiliare incaricato di vendere a suo tempo la casa, che dice loro che il vero Harry stava vendendo lo chalet per pagare un debito di $500 000, che improvvisamente però ha pagato in contanti. Scoprono anche che Harry è stato disciplinato al lavoro per essere stato in aree in cui è conservata la stessa tossina che ha ucciso il dottore di Patience. Harry mostra ad Asta il bunker, e lei è inorridita nell'apprendere che altri alieni verranno a far estinguere l'umanità: per questo fa in modo che Harry accetti di contattare il suo pianeta. Lo sceriffo arriva per interrogare Harry, che evita il confronto con le forze dell'ordine usando un pezzo del suo kit di sopravvivenza per assumere l'aspetto di Asta.
- Ascolti USA: telespettatori 1 040 000[3]
- Ascolti Italia: telespettatori 132 000 – share 0,7%[2]

## La notte delle ragazze
- Titolo originale: Girls' Night
- Diretto da: Shannon Kohli
- Scritto da: Jenna Lamia

### Trama
Ventiquattro anni fa, in un campo estivo, la giovane Liv assiste a un lampo di luce nel cielo che si rivela essere un'astronave aliena, ma nessuno le crede. Nel presente, Mike e Liv affrontano Harry, che evita l'arresto usando un atletismo sovrumano; Asta dice loro che è un alieno e Harry dopo cancella i loro ricordi dell'incontro e fa credere loro che l'FBI abbia preso il controllo dell'indagine sull'omicidio di Sam Hodges. Per competere con il sindaco di Jessup, Ben filma uno spot pubblicitario che presenta in luce positiva il turismo di Patience. Asta, D'Arcy, Kate e diversi amici escono per una serata tra ragazze, accompagnate dalla cugina di Kate, Carlyn, una fisica affascinata dal dispositivo di comunicazione con gli alieni parzialmente costruito di Harry, ma ovviamente ignara delle sue origini extraterrestri. Al bar arriva Harry che cerca di sedurre, in un modo tutto suo, Carlyn perché vuole andare nel suo laboratorio e rubare un componente per completare il suo ricetrasmettitore; lei rifiuta e allora Harry cerca di impossessarsi del suo badge identificativo. Le ragazze, alquanto sbronze, in seguito a una frase che dice Liv sul suo stipendio si intrufolano nell'ufficio di Ben e scoprono che le donne di Patience sono sottopagate rispetto agli uomini, quindi minacciano Ben affinché risolva il problema. Il giorno successivo Asta scopre che Harry ha preso le sembianze di Carlyn e l'alieno le chiede di accompagnarlo a Socorro, dove si trova il laboratorio in cui lavora Carlyn. Harry/Carlyn entra nel laboratorio, ruba il componente necessario, ma viene abbordato dal capo della donna che ci prova con lui, e lo aggredisce lanciandolo per la stanza con forza sovraumana. Max e Sahar affrontano Harry sugli effetti di invecchiamento anticipato che uno dei pezzi del kit di sopravvivenza di Harry ha su Max: Sahar dice a Harry che ha nascosto la sfera lontano da Max e che se Max non tornerà normale, lei gliela farà pagare. D'Arcy lancia volantini in cui invoca la parità di retribuzione da un elicottero, con grande gioia delle donne. Ben, sentendosi in colpa per la notte in cui lui e D'Arcy si sono baciati, è sul punto di confessare a Kate la verità, ma invece le dice di aver portato la questione del divario retributivo di genere all'attenzione dell'assemblea cittadina.
- Ascolti USA: telespettatori 1 090 000[4]
- Ascolti Italia: telespettatori 122 000 – share 0,6%[5]

## Radio Harry
- Titolo originale: Radio Harry
- Diretto da: Shannon Kohli
- Scritto da: Tommy Pico

### Trama
Due uomini catturano un paziente psichiatrico che dice di essere stato rapito dagli alieni, e lo portano in una struttura segreta piena di umani sospettati di essere alieni gestita dal generale McCallister. Mentre Harry si prepara a portare il suo dispositivo di comunicazione su un'altura per ottenere una comunicazione ottimale, Max e Sahar dicono ad Asta che sospettano che il dispositivo sia un altro esplosivo. Asta e Dan accompagnano Harry durante la sua escursione per assicurarsi che non stia mentendo, solo per essere raggiunti da due dei cugini di Asta, Kayla e Drew. Mentre Dan li fa divertire, Harry e Asta raggiungono la loro destinazione e Harry attiva il suo dispositivo, spiegando che intende impedire alla sua gente di invadere la Terra per 50 anni, poiché è interessato solo a salvare Asta dall'estinzione di massa. Asta distrugge la radio e la trasmissione non avviene correttamente, quindi ora Harry deve trovare un altro modo per fermare gli alieni. Asta riceve una chiamata urgente da Big Leroy, un altro membro della sua tribù: il bambino di Sunny sta nascendo e il parto è difficoltoso. Harry assiste la partoriente e aiuta il piccolo a nascere; questo avvenimento lo riconcilia con Asta e si rende conto di quanto gli umani apprezzino la vita l'uno dell'altro. Asta, sentendo che Jay non sarà mai sua figlia, fa visita a Jimmy e si abbracciano. Nel frattempo, Liv parla con D'Arcy della sua memoria recentemente persa; inoltre fissa un appuntamento tra Mike e una donna di nome Judy, alla quale confessa di aver fatto un errore quando era poliziotto a Washington, errore che gli è costato la carriera di agente di polizia nella grande città. I genitori di D'Arcy le fanno visita e la invitano a cena; l'incontro non va bene perché sono due persone egoiste perennemente scontente della figlia perché non fa quello che loro vogliono, senza preoccuparsi di quello che farebbe felice lei. Ben e Kate affrontano Mitch Green, il sindaco di Jessup, sulla sua campagna diffamatoria contro Patience in un ristorante. Tornato allo chalet, Harry riceve un misterioso numero di telefono da New York, che Lisa intercetta e segnala a McCallister. Quest'ultima continua a torturare il dottor Ethan Stone perché non ha ancora capito che non è un alieno.
- Guest star: Linda Hamilton (McCallister)
- Ascolti USA: telespettatori 1 020 000[6]
- Ascolti Italia: telespettatori 61 000 – share 0,3%[5]

## Il giorno della famiglia
- Titolo originale: Family Day
- Diretto da: Lea Thompson
- Scritto da: Biniam Bizuneh

### Trama
A Patience è il giorno della famiglia e il sindaco prepara una fiera e diverse manifestazioni per celebrarla. Nemmeno a farlo apposta arriva la figlia adolescente del vero Harry. I rapporti sono subito tesi, anche perché la ragazza capisce che c'è qualcosa che non va, mentre Harry cerca in tutti i modi di rabbonirla, prima regalandogli un cane (che ha rubato a Sahar, che fa la dogsitter) e poi portandola alla sagra. Inaspettatamente lei viene conquistata da questo nuovo padre e Harry si affeziona alla figlia, e gli dispiace quando lei parte e torna a casa sua. Intanto Liv continua ad arrovellarsi per la memoria persa, mentre lo sceriffo continua a liquidarla, anche se pure lui ha un buco nei propri ricordi, mentre Max e Sahar si accorgono che qualcuno ha rubato il pezzo del "kit di sopravvivenza" che a loro volta avevano sgraffignato a Harry e che avevano nascosto in un luogo che credevano sicuro.
- Guest star: Nathan Fillion (voce originale del polpo Numero 42). L'attore aveva già lavorato con Alan Tudyk nella serie TV Firefly.
- Ascolti USA: telespettatori 900 000[7]
- Ascolti Italia: telespettatori 66 000 – share 0,6%[8]

## Un alieno a New York
- Titolo originale: An Alien in New York
- Diretto da: Lea Thompson
- Scritto da: Elias Benavidez

### Trama
Sahar affronta Harry riguardo al fatto che hanno perso il pezzo del kit di Harry; mentre sono distratti a litigare, il cane che Harry ha rapito aggredisce 42, uccidendolo. Il polpo, morendo tra le mani di un Harry disperato, gli dice di decidersi di andare a New York a cercare il suo simile. Harry e Asta pertanto partono per la Grande Mela all'indirizzo corrispondente al numero di telefono in loro possesso: non trovano l'alieno, ma un murales con la firma nella lingua di Harry, opera di un artista sfuggente che nessuno ha mai visto di nome Goliath. Girano per la città in cerca di altre sue opere fino ad approdare a un evento artistico che mostra le opere dell'artista; Asta e Harry iniziano a fare domande in giro, fino a quando Violinda, la curatrice dell'evento, prende da parte Asta e le chiede da quanto tempo sa che Harry è un alieno. Intanto Harry prende ingenuamente una pasticca di LSD e inizia ad avere allucinazioni che lo fanno allontanare, non visto da Asta, dalla mostra e facendolo perdere per la città a lui sconosciuta.
- Ascolti USA: telespettatori 960 000[9]
- Ascolti Italia: telespettatori 32 000 – share 0,5%[8]

## Fuga da New York
- Titolo originale: Escape From New York
- Diretto da: Claudia Yarmy
- Scritto da: Emily Eslami e Jeffrey Nieves

### Trama
33 anni prima un uomo in Brasile assiste all'arrivo di un alieno, ma muore in seguito a una caduta. Al giorno d'oggi Violinda rivela ad Asta che Goliath è morto; subito dopo riceve una chiamata di Harry che, in seguito all'assunzione dell'LSD, ha ripreso il suo aspetto alieno e sta vagando per New York. Quando lo ritrova, gli rivela che Goliath è morto e Harry si convince che è morto perché è diventato troppo umano. Lisa, l'agente al servizio del generale McCallister, giunge a New York e si mette sulle tracce dell'alieno; Harry, da ciò che gli ha raccontato Asta, torna al museo e scopre che all'interno del cadavere pietrificato c'è un uovo, poiché l'alieno ha usato il DNA della donna per fecondarsi. Contemporaneamente arriva Lisa che intuisce cosa Violinda tiene nascosto e ne nasce una sparatoria: Violinda viene ferita, Harry attacca Lisa, che però riesce a scappare. Violinda confessa che Harry è stato contattato da Goliath, l'alieno visto arrivare sulla Terra all'inizio dell'episodio, proprio perché si prendesse cura del baby alieno. Lui e Asta fuggono: fuori dal museo incontrano due uomini, uno dei quali con una targhetta che lo identifica come Alex Ogilvie della Galvan/Powell Group. Lisa li uccide, ma Harry e Asta riescono a fuggire su un treno. Anche qui vengono raggiunti da Lisa, che viene però uccisa da Harry.
Mike ha dubbi sulla colpevolezza di Abigail Hodges, motivo per cui lui e Liv perquisiscono l'ufficio di Sam alla ricerca di indizi, trovando una lista di nomi (tra cui la Galvan/Powell). Tornati alla baita, Asta racconta al padre di Goliath e dell'uovo. Harry ha intenzione di conservare l'uovo nel suo bunker ma lui, Asta e Dan vengono accolti da Ben, Liv e altri amici, che hanno organizzato a Harry una festa di compleanno a sorpresa. Proprio in quel momento l'uovo inizia a schiudersi.
Intanto D'Arcy riprende ad allenarsi in palestra, cosa che non ha più fatto dall'incidente; Kate teme di essere incinta; il sindaco vuole sfruttare la festa di compleanno per Harry perché vuole convincerlo a tornare a lavorare come medico.
- Ascolti USA: telespettatori 980 000[10]
- Ascolti Italia: telespettatori 144 000 – share 1,2%[11]

## Cena aliena
- Titolo originale: Alien Dinner Party
- Diretto da: Claudia Yarmy
- Scritto da: Chris Sheridan

### Trama
David Logan incontra il generale McCallister per barattare la sfera aliena che ha rubato dal posto in cui Max e Sahar l'avevano nascosta, ma vengono aggrediti da un commando, che uccide David. Durante la festa a sorpresa di Harry l'uovo si è schiude e il piccolo al suo interno sparisce; Harry però non dice niente perché, da golosone che è, vuole mangiare la torta, mentre D'Arcy e Kate si chiudono in bagno affinché quest'ultima possa fare un test di gravidanza, che risulta positivo. Alla festa arriva anche la figlia di Asta, che invita la madre naturale a festeggiare con lei il compleanno, che sarà tra qualche giorno. Asta trova nel bagno il piccolo alieno, che scappa da una finestra aperta. Il problema è che il piccolo è già autosufficiente e aggressivo, ed è un pericolo per tutti; Max e Sahar, giunti alla baita di nascosto, lo vedono divorare un procione in un batter d'occhio e si spaventano. Harry sa che il baby alieno tornerà a casa quando avrà fame, il problema è che lo fa quando la casa è ancora piena di gente. Kate dice a D'Arcy che Ben ha accordi con una società esterna per far costruire un enorme resort; la ragazza si infuria con l'amico perché deturperà il paesaggio. Per tutta una serie di equivoci, iniziano tutti a litigare facendo esplodere sia la notizia del resort, sia il fatto che D'Arcy e Ben si sono baciati, sia che D'Arcy ha dormito a casa di Ben e anche che Kate è incinta. Durante la festa, fuori dalla baita arriva e si nasconde un uomo armato, mentre all'interno della casa, dove è saltata la corrente, i versi del piccolo alieno nascosto fanno riaffiorare i ricordi repressi di Liv.
Harry trova il piccolo, che si mette in contatto telepatico con lui, rivelandogli un messaggio lasciato dal padre Goliath: la loro specie non verrà a uccidere l'umanità perché sulla Terra c'è già una specie aliena pericolosissima. Al momento però di rivelare chi sono, l'uomo armato spara a Harry e il piccolo scappa: l'uomo si rivela essere implicato con il vero Harry e con l'omicidio di Sam Hodges ma, quando sta per uccidere Harry, interviene Asta che lo ferisce a morte sparandogli con un fucile.
- Guest star: Linda Hamilton (Generale McCallister)
- Ascolti USA: telespettatori 1 100 000[12]
- Ascolti Italia: telespettatori 87 000 – share 1,2%[11]

## Autopsia
- Titolo originale: Autopsy
- Diretto da: Kabir Akhtar
- Scritto da: Cherry Chevapravatdumrong

### Trama
Asta, Harry e D'Arcy nascondono a Mike, accorso sul luogo degli spari, l'omicidio dell'uomo che voleva uccidere Harry; nessuno di loro si accorge che sul lago c'è una barca con altri due uomini, che vengono aggrediti e divorati dal baby alieno. D'Arcy organizza il modo per scaricare il cadavere nel motel di quart'ordine in cui alloggiava, mentre David Logan si risveglia vivo e vegeto sulla riva di un fiume: la sfera aliena lo ha rigenerato e riportato in vita; viene raggiunto dal generale McCallister, che lo riprende con sé.  Per sviare le indagini dal morto del motel, Harry accetta l'incarico di medico, così da poter pilotare i risultati dell'autopsia e poter scagionare Asta, che però ha dei gran sensi di colpa. Liv e Mike scoprono che il morto era sulla lista della Galvan/Powell Group. Per una questione di confini comunali, il cadavere viene preso dalla polizia di Jessup, vanificando i tentativi di insabbiamento di Harry. Per questo motivo prende il bossolo del fucile di Asta e lo piazza sul territorio comunale di Patience: il detective Lena Torres di Jessup restituisce quindi il corpo. Durante l'autopsia però Asta ha una crisi isterica e Harry, per darle sollievo, le fa perdere la memoria: peccato che rimuova anche il ricordo dell'appuntamento con la figlia Jay.
- Guest star: Linda Hamilton (Generale McCallister)
- Ascolti USA: telespettatori 660 000 (Syfy)[13]
270 000(USA Network)[13]
- Ascolti Italia: telespettatori 65 000 – share 0,5%[14]

## Il fantasma di Bobby Smallwood
- Titolo originale: The Ghost of Bobby Smallwood
- Diretto da: Kabir Akhtar
- Scritto da: Christian Taylor

### Trama
81 anni fa: due bambini, un maschietto e una femminuccia, sono in giro per il bosco: il bambino, Bobby, è armato e ha ordine da parte della madre di non tornare se prima non si è procurato del cibo; si allontana e la bimba sente uno sparo: quando arriva sul luogo, Bobby è scomparso e iniziano delle infruttuose ricerche.
Nel presente Asta è felice e serena, non ricordando di aver ucciso qualcuno e Harry le fa credere che la Terra è salva; sempre Harry, nell'incontro con le autorità, espone le sue conclusioni manipolate; D'Arcy è preoccupata per Asta perché è perplessa su un problema di fondo: qualcuno voleva uccidere Harry, ergo per lei, lui è implicato in qualcosa di losco e vuole che Asta non sia implicata. Harry è sempre sulle tracce del piccolo alieno, ma gli eventi gli remano sempre contro. Il sindaco di Patience è preoccupato per i finanziatori del resort: se si dovesse diffondere la voce che c'è stato un altro omicidio, potrebbero tirarsi indietro.
Ad Asta iniziano ad affiorare ricordi dell'omicidio che ha commesso, ma non riesce a inquadrarli; inoltre incontra Jay, che è infuriata per il bidone al suo compleanno, e a quel punto capisce che Harry le ha cancellato la memoria e a quel punto ricorda tutto, ritornando al punto di partenza. In compenso costringe Harry ad affrontare il trauma legato al fatto che stava per morire, che lui sta tentando di rimuovere, facendogli capire che fa parte della vita affrontare anche i momenti difficili. Il detective Torres non vuole mollare il caso e convince Mike a indagare insieme, risalendo all'identità dei due uomini che erano sulla barca e che sono stati aggrediti dal piccolo alieno.
Sahar incontra Bobby, ma capisce che è il piccolo alieno, che è diventato abbastanza maturo da assumere sembianze umane; lo raggiunge e d'accordo con Max decidono di tenere la cosa segreta a Harry, che intanto aiuta Gerald, un anziano malato, a uccidersi.
- Ascolti USA: telespettatori 670 000[15]
- Ascolti Italia: telespettatori 27 000 – share 0,3%[14]

## Il peso
- Titolo originale: The Weight
- Diretto da: Warren P. Sonoda
- Scritto da: Zach Cannon

### Trama
Mike, Liv e Lena stanno cercando il responsabile dell'omicidio e interrogano Asta che, in modo poco convincente, nega di aver mai visto l'uomo. Max vuole che i genitori gli comprino una batteria, ma loro rifiutano; per questo motivo si offre come "colf" a Harry in cambio di denaro, e l'alieno accetta. Il bambino si compra il tanto agognato strumento, cosa che fa infuriare Kate. Il generale McCallister e David continuano a osservare le loro cavie umane per capire chi di loro è un alieno. Il generale finalmente si convince che Ethan Stone non è un alieno, anche se lo getta giù da un dirupo dopo avergli messo in mano la sfera aliena, giusto per vedere se si sarebbe salvato.
D'Arcy torna a trovare il suo allenatore: lei ha nostalgia dello sci e l'uomo la incoraggia a pensare di riprendere l'attività agonistica.
Max si lascia scappare con Harry che il piccolo alieno è nascosto da loro: Harry si reca sul luogo, ma lo spaventa fino a farlo scappare. Il baby alieno finisce sotto l'auto di D'Arcy, ma fugge prima di essere visto. Asta non ne può più del suo segreto e alla fine confessa al padre di aver commesso un omicidio e l'uomo si mostra molto comprensivo verso la figlia, dicendole che ha ucciso un uomo cattivo per difendere un amico. Kate scopre di non essere incinta e lo dice al marito, ed entrambi si scoprono felici di non dover ricominciare con pannolini e notti in bianco.
Harry riferisce ad Asta la parte del messaggio di Goliath in cui ha scoperto che sulla Terra c'è già un'altra razza aliena molto pericolosa.
- Ascolti USA: telespettatori 740 000[16]
- Ascolti Italia: telespettatori 51 000 – share 0,4%[17]

## L'alieno dentro
- Titolo originale: The Alien Within
- Diretto da: Warren P. Sonoda
- Scritto da: Nastaran Dibai

### Trama
60 anni nel futuro: Harry è un vecchio, Asta è morta da tempo e il panorama dalla baita di Harry rivela un lago prosciugato e le montagne in fiamme.
Al giorno d'oggi, Asta è preoccupata della presenza degli altri alieni sulla Terra; gli fa anche notare che la sua permanenza sul pianeta lo sta rendendo più umano, motivo per cui il baby alieno non risponde ai suoi richiami. Mike e Liv indagano sulla Galvan/Powell Group, che ha nascosto lo scarico illegale di sostanze nocive nel ruscello Hawthorne di Patience; il vecchio medico, che aveva capito cosa stava succedendo, è stato ucciso per quel motivo. Il generale McCallister si è intrufolata col nome di Agnes come inserviente alla mensa della scuola che frequentano Max e Sahar.
D'Arcy va allo studio di Harry perché gli allenamenti a cui si è sottoposta le hanno dato problemi al ginocchio che si era infortunata; Harry la conforta dicendo che non ha nulla di grave e che può gareggiare. Il sindaco illustra alla popolazione il plastico del resort di super lusso che verrà costruito, ma la popolazione è convinta che porterà solo inquinamento, traffico e il fallimento dei piccoli locali a favore delle grande catene.
Harry si spoglia della sua pelle umana per tornare a vivere come alieno, ma la sua vera stazza e la sua innata forza non gli rendono la vita semplice.
A scuola Max e Sahar sono video e audio-sorvegliati da David, ma non se ne rendono conto e parlano liberamente del baby alieno. Harry e Sahar si alleano per attirare il piccolo, ma con uno stratagemma i militari riescono a rapirlo sotto il naso di Sahar e Harry.
D'Arcy, Asta, Liv e altre amiche portano Kate in un posto pieno dei ricordi della loro adolescenza che verrà distrutto per la costruzione del resort: lo fanno per convincerla a persuadere il marito a rinunciare al progetto. Asta trova tra le opere di Goliath un quadro che li ritrae in un momento in cui erano soli tra le montagne..
Nel futuro, tra 500 anni, Harry vaga nella sua forma aliena nel tentativo di salvare la Terra fino a quando trova un portale nel tempo, che lo fa tornare indietro nel tempo di 33 anni dal presente: Asta capisce che Goliath e Harry sono la stessa persona.
- Ascolti USA: telespettatori 640 000[18]
- Ascolti Italia: telespettatori 48 000 – share 0,5%[17]

## Harry, un genitore
- Titolo originale: Harry, a Parent
- Diretto da: Brennan Shroff
- Scritto da: Jenna Lamia

### Trama
Un uomo torna a casa propria e trova la moglie a letto con un altro uomo: prende pertanto un'accetta e cerca di uccidere l'amante della consorte, che fugge in mutande dalla casa. Il giorno delle qualificazioni della gara sciistica di D'Arcy si avvicina e lei ha sempre più bisogno degli antidolorifici, che estorce a Harry in cambio della promessa di comprargli dei dolci di cui lui è molto goloso. Asta trova una lettera che aveva spedito alla madre che l'ha abbandonata da piccola, scoprendo che non abita lontano: approfitta di una pausa durante la gara di D'Arcy per andare a trovarla insieme a Harry, ma la donna è del tutto disinteressata alla figlia e la tratta come un ospite sgradito. Asta ci rimane molto male e si sfoga con l'amica, che nel frattempo ha passato le qualifiche.
Harry è convinto che gli Alfa Draconiani, una specie aliena aggressiva, siano gli extraterrestri che minacciano la Terra e trasmette loro un messaggio tramite alcuni cerchi nel grano in cui rivendica il pianeta mandandoli al diavolo e intimando loro di stare alla larga ma, sulla strada del ritorno dalla gara di D'Arcy mentre è in macchina con lei ed Asta, il tempo si ferma per tutti tranne che per lui: è infatti arrivata un'astronave da cui scende un alieno. L'extraterrestre, appartenente alla razza dei Grigi, dice a Harry di smetterla di mandare messaggi agli Alfa Draconiani perché non sono questi ultimi a essere interessati alla Terra e lo minaccia di uccidere tutte le persone a cui vuole bene. Quando il tempo riprende a scorrere e la loro auto riparte, senza che le ragazze abbiano coscienza di ciò che è accaduto, incrociano un uomo in mutande che sta correndo in strada: è l'amante in fuga visto all'inizio dell'episodio.
Intanto Kate cerca di convincere il marito a rinunciare al resort ma lui, convinto della bontà del progetto e deluso che la moglie gli stia dando contro, si incaponisce sulla sua posizione; Kate allora, aiutata da un'amica, prepara un'ingiunzione per bloccare i lavori.
- Ascolti USA: telespettatori 580 000[19]
- Ascolti Italia: telespettatori 173 000 – share 1,5%[20]

## Gatto e topo
- Titolo originale: Cat and Mouse
- Diretto da: Brennan Shroff
- Scritto da: Sarah Beckett, Emily Eslami e Jeffrey Nieves

### Trama
Il generale McCallister si sta convincendo che il bambino preso dai suoi agenti è un essere umano, quando il piccolo si rivela a lei assumendo le sue vere sembianze e leggendole i pensieri: si scopre che il generale è ossessionata dagli alieni perché il padre, che li aveva visti, non era stato creduto e si era ucciso dalla disperazione quando lei era una bambina. A Patience arriva Peter, il "Segugio degli Alieni", a cui gli alieni avevano rapito il figlio non ancora nato dal grembo della moglie. Mentre sta pranzando con Liv, Peter vede Harry nel suo vero aspetto, poiché possiede lo stesso gene di Max. Harry riesce a scappare, mentre Peter parla con Max per convincerlo che l'alieno in realtà è cattivo. Harry e il bambino hanno un confronto e Max si convince che Harry è buono ed è un suo amico, e lo aiuta a tendere una trappola a Peter.
D'Arcy è sempre più dipendente dai farmaci e i suoi continui sbalzi di umore portano Elliot a lasciarla, al che la ragazza, disperata, va in lacrime da Asta e le confessa la sua tossicodipendenza.
Kate e suo marito sono ai ferri corti perché Kate ha parte attiva nella causa per ottenere un'ingiunzione per fermare la costruzione del resort, ingiunzione che viene approvata dal giudice.
- Guest star: Terry O'Quinn (Peter), Linda Hamilton (generale McCallister)
- Ascolti USA: telespettatori 570 000[22]
- Ascolti Italia: telespettatori 81 000 – share 1,1%[20]

## Il meglio dei nemici
- Titolo originale: Best of Enemies
- Diretto da: Robert Duncan McNeill
- Scritto da: Nastaran Dibai

### Trama
New York, 28 anni fa: sono passati due anni dal rapimento del loro bimbo mai nato e Peter e sua moglie faticano ad andare avanti; lei viene rapita dagli alieni e, quando torna, dice al marito di aver visto il loro bambino. Asta scopre che Harry tiene prigioniero Peter e lo libera, costringendo lui e l'alieno a suggellare un patto di collaborazione. Peter rivela a Harry che probabilmente il baby alieno è tenuto prigioniero in una base segreta nel Wyoming, pertanto insieme partono in missione.
D'Arcy, disintossicata, si è installata a casa di Dan e Asta, e quest'ultima chiede al padre di sbarazzarsi di lei, poiché l'amica rifiuta di tornare alla sua vita, ma Dan ha il cuore tenero e non ci riesce.
Peter arriva alla base e, facendo credere al generale McCallister di aver catturato Harry, riesce a entrare all'interno: libera tutti i prigionieri e a copiare il database, mentre Harry trova finalmente suo figlio e quando il piccolo lo chiama "papà" capisce di amarlo e di volerlo proteggere, contrariamente alla natura della sua specie. Tra i prigionieri, Peter riconosce suo figlio e gli va incontro: una delle guardie, un Grigio sotto copertura, tenta di ucciderlo, ma Peter fa da scudo e viene ferito a morte; prima di morire affida suo figlio a Harry, che fugge con lui e il proprio piccolo. Sul loro cammino incontrano McCallister, che cerca di fare del male al baby alieno, scatenando la reazione di Harry, che però alla fine la risparmia.
Ben, che ultimamente fatica a dormire, ha un colpo di sonno mentre è alla guida e ha un incidente, fortunatamente non grave, che gli fa capire che è stanco di fare il sindaco e che il resort non era una buona idea, mentre Liv è preoccupata perché Peter è scomparso dalla città e non sta postando più niente sul suo blog.
Dan alla mette alla porta sia D'Arcy che la figlia, dicendo a quest'ultima che è ora che si faccia una vita sua.
- Guest star: Terry O'Quinn (Peter), Linda Hamilton (generale McCallister)
- Ascolti USA: telespettatori 580 000[23]
- Ascolti Italia: telespettatori 48 000 – share 0,5%[24]

## Credo negli alieni
- Titolo originale: I Believe in Aliens
- Diretto da: Robert Duncan McNeill
- Scritto da: Chris Sheridan

### Trama
Harry fa "vedere" ad Asta il messaggio che il suo sé del futuro, Goliath, gli ha inviato: i Grigi hanno invaso anni fa la Terra creando ibridi umano-alieni e distruggeranno il pianeta. Harry incontra Joseph, uno di loro, che gli rivela che il popolo di Harry ha fatto un accordo con i Grigi, in cui hanno ceduto loro la Terra; lo informa anche che lui ha un salvacondotto che consiste in una navicella solo per lui che lo riporterà a casa. Nel messaggio di Goliath, Harry riceve anche l'informazione che l'unica in possesso della tecnologia per fermare i Grigi è il generale McCallister, che nella sua base sta cercando di contenere i danni della fuga. Liv sente al TG che Peter è morto in un incidente, ma lei crede sia un insabbiamento e inizia a indagare aiutata, dopo un'iniziale riluttanza, da Mike che si insospettisce ancor di più quando a Patience si presentano due finti poliziotti.
Harry, oltre al suo piccolo, ha portato a casa con sé Robert, il figlio di Peter, che però non vuole stare con lui e desidera farsi una vita sua; Harry gli permette di andarsene e gli fa dono della sfera aliena perché lo protegga.
Ben soffre ancora di sonnambulismo, mentre Jay chiede ad Asta di riavere il suo impiego all'ambulatorio.
Harry decide di non partire e imbarca solo il suo piccolo; allo chalet ritrova Asta, ma vengono raggiunti da D'Arcy che durante il trasloco ha scoperto delle prove che sembrano accusare Asta della morte del medico della città e affronta l'amica. Harry, pur di placare la ragazza, si rivela nel suo aspetto alieno e finalmente D'Arcy comprende in cosa consistono i segreti dell'amica.
Robert viene di nuovo rapito dai Grigi, dove incontra anche Ben, anch'egli prigioniero degli alieni che gli rivelano che hanno con loro anche il suo bimbo mai nato.
Harry si lascia catturare dal generale McCallister per cercare di evitare la distruzione del pianeta.
Dallo sceriffo Mike si presenta Joseph, che si spaccia per un poliziotto con un solido curriculum per farsi assumere come vicesceriffo a Patience.
- Guest star: Linda Hamilton (generale McCallister)
- Ascolti USA: telespettatori 550 000[25]
- Ascolti Italia: telespettatori 35 000 – share 0,6%[24]